# Paul Le Roux (Geistlicher)
Paul Le Roux (* 1907 oder 1908; † 7. Juni 1944 in Wolfenbüttel) war ein belgischer römisch-katholischer Geistlicher und Märtyrer.

## Leben
Paul-Alphonse-Frédéric-Marie-Joseph Le Roux studierte Theologie in Löwen und wurde 1931 zum Priester geweiht. Er unterrichtete zuerst in Antwerpen, dann am Institut St-Pierre in Jette bei Brüssel. Wie sein dortiger Kollege Victor De Sloovere war er in der Pfadfinder-Bewegung engagiert und ab 1940 in Widerstandshandlungen gegen die deutschen Besatzer eingebunden.
Am 21. Juli 1942 wurde er verhaftet und kam über das Gefängnis Forest (Brüssel) am 15. Mai 1943 in das KZ Esterwegen. Im Februar 1944 wurde er vom Volksgerichtshof zum Tode verurteilt und am 7. Juni 1944 im Gefängnis Wolfenbüttel durch Enthauptung hingerichtet. Er war 36 Jahre alt.

## Gedenken
In Jette ist die Rue Abbé Paul Le Roux / Priester Paul Le Rouxstraat nach ihm benannt.